# Friedrich Loofs
Friedrich Loofs (Hildesheim, 19 gennaio 1858 – Halle, 13 gennaio 1928) è stato un teologo tedesco.

## Biografia
Studiò teologia alle università di Lipsia, Tubinga e Gottinga, e ricevette il dottorato a Lipsia nel 1881. Da studente, Adolf von Harnack (Lipsia) e Albrecht Ritschl (Göttingen) furono importanti influenze nella sua carriera. Dal 1888 al 1926 fu professore di storia della chiesa presso l'Università di Halle, dove nel 1907/08 fu rettore. Parallelamente al suo lavoro all'università, dal 1890 al 1925, conseguì il titolo di Consistorialrat nella città di Magdeburgo.
Nel 1886 fu cofondatore del giornale Die Christliche Welt.
Loofs era un avversario della teoria del mito di Cristo. Nel suo libro Qual è la verità su Gesù Cristo? (1913) ha criticato le teorie dei mitici come Arthur Drews e William Benjamin Smith.
Attaccò il punto di vista di Ernst Haeckel che lo considerava anti-cristiano.

## Opere principali
- Leontius von Byzanz und die gleichnamigen Schriftsteller der griechischen Kirche, 1887.
- Leitfaden zum Studium der Dogmengeschichte, 1890.
- Anti-Haeckel : eine Replik nebst Beilagen, 1900.
- Grundlinien der Kirchengeschichte : in der Form von Dispositionen für seine Vorlesungen, 1901.
- Lessings Stellung zum Christentum, 1910.
- What is the Truth about Jesus Christ?, New York: Charles Scribner's Sons, 1913.
- Nestorius and His Place in the History of Christian Doctrine, Cambridge: University Press, 1914.
- Paulus von Samosata, eine Untersuchung zur altkirchlichen Literatur- und Dogmengeschichte, 1924.[2][3]